# Fémhíd
A Fémhíd (románul: Podul Metalic, korábban Losonczi híd) gyalogoshíd Temesváron, a Béga-csatorna felett. A város nyugati részén, a Józsefvárosban található.
Műemléki védettséget élvez; a romániai műemlékek jegyzékében a TM-II-m-B-06133 sorszámon szerepel.

## Történelem
A jelenlegi híd 1870–1871 között épült, a mai Mária híd helyén. 1899-ben a villamos kiépítése miatt kibővítették; a költségek negyedét a Temesvári Villamos Városi Vasút Rt. állta.
Miután 1913-ban megkezdődött egy új vasbeton híd építése, a régi acélhidat a folyón valamivel lejjebb helyezték, az Ady Endre utca (Strada Ady Endre, korábban Török utca) és a Strada Andrei Mureșanu (korábban Nap utca) közé. A hajózhatóság biztosítása érdekében megemelték, így 1917 óta gyalogoshídként szolgál; eredeti neve Losonczi híd volt.